# Seconda battaglia del Tembien
La seconda battaglia del Tembien fu combattuta tra il 27 ed il 29 febbraio 1936 nella regione del Tembien (nella regione dei Tigrè) nell'ambito della guerra d'Etiopia, e vide contrapporsi le forze italiane del generale Pietro Badoglio ad un'armata etiope sotto i ras Cassa Darghiè e Sejum; la battaglia si concluse con una netta vittoria italiana.

## Antefatto
Dopo la prima battaglia del Tembien e quella dell'Amba Aradam combattuta nell'Endertà, l'armata di ras Mulughietà che teneva l'ala destra dello schieramento etiope nel Tigré venne annientata e il ras stesso ucciso durante la ritirata ad opera della Brigata aerea da bombardamento dell'aviazione italiana.
Trovandosi la strada sgombra verso i passi di Alagi ed essendo l'armata imperiale di Hailé Selassié ancora lontana a Dessiè, Badoglio decise di occupare in tutta fretta i valichi di Alagi al fine di tagliare la strada alla ritirata dell'armate abissina del Tembien. L'occupazione del passo venne effettuata senza incontrare resistenza alcuna il 28 febbraio 1936 dal I corpo d'Armata del generale Ruggero Santini.
Dopo aver precluso la strada alla ritirata delle truppe abissine e aver bloccato ogni potenziale soccorso proveniente da sud, Badoglio, visto lo scarso coordinamento delle armate abissine, decise di liquidare nel più breve tempo possibile le armate superstiti che ancora erano presenti nel nord.
Badoglio aveva pianificato di inviare il III corpo d'armata di Ettore Bastico a Gaelà per tagliare la via di fuga a Ras Cassa e ras Sejum. Mentre il Corpo eritreo italiano di Alessandro Pirzio Biroli sarebbe avanzato a sud verso i passi di Uarieu e Abarò allo scopo di chiudere in una manovra a tenaglia le truppe abissine.
Ras Cassa nel frattempo, arroccato nel Tembien era al corrente della presenza italiana nel Seloà senza tuttavia conoscere la reale consistenza delle truppe di Bastico, e, nonostante l'ordine ricevuto dall'imperatore di ripiegare su Alagi, che però, senza che gli etiopi ne fossero al corrente, era già stato occupato dagli italiani, tentennò alcuni giorni tentato com'era di unirsi a ras Immirù nello Sciré e da lì puntare su Adua.
L'esitazione si rivelerà fatale per le truppe etiopi.

## La battaglia
Secondo i piani di Badoglio, il corpo eritreo avanzò dai passi montuosi ed il III corpo si spostò verso la valle di Ghevà. La seconda battaglia di Tembien venne quindi combattuta su un terreno piano che favoriva molto la difesa. La regione era piena di foreste e torrenti e gli italiani non furono completamente in grado di utilizzare veicoli corazzati o posizionare adeguatamente l'artiglieria. Malgrado questo i guerrieri del ras non seppero cogliere l'occasione.
Il lato destro dell'armata etiope rimase presso la Uork Amba (la "montagna d'oro"), stabilendovi un forte punto di resistenza che bloccava la strada per Abbi Addi sul quale stavano convergendo il Corpo eritreo ed il III Corpo. Un commando composto da 150 tra alpini del VII Battaglione complementi e camicie nere venne inviato nel cuore della notte, armato di granate e pugnali, a scalare l'amba e solo all'alba del 27 febbraio gli abissini scoprirono che la cima nord dell'amba era stata presa da un plotone al comando di Tito Polo, mentre il tentativo di occupare la cima sud non ebbe lo stesso successo.
Per tutta la durata del giorno gli etiopi cercarono di riprendersi il controllo dell'amba ma gli alpini, rafforzati nel frattempo da un plotone di mitraglieri riuscirono a resistere mantenendo il controllo della cima.
Nel frattempo le colonne italiane scesero dai passi Abarò e Uarieu e fortemente contrastate dagli etiopi riuscirono ad avanzare a fatica costringendo Pirzio Biroli ad impiegare la riserva, tuttavia in serata tutti gli obiettivi prefissati erano stati conseguiti.
Mentre nel Tembien infuriava la battaglia, i 33000 uomini di Bastico riforniti da aviolanci stavano scendendo nella valle del Ghevà alle spalle dello schieramento etiope, durante la manovra le truppe italiane sarebbero state esposte in una situazione critica all'attacco delle truppe etiopi che tuttavia non presidiavano il Ghevà ma erano collocate più a nord, questo errore dello schieramento abissino consentì agli uomini del III corpo di armata di guadare senza problemi il fiume andandosi a schierare con la 1ª Divisione CC.NN. "23 marzo" sulla destra e la 1ª Divisione eritrea sulla sinistra.
Il giorno 28 le truppe del III corpo d'armata entrarono in contatto con le difese etiopi che dopo tre ore di duri combattimenti iniziarono a cedere e si ritirarono verso il capoluogo del Tembien: Abbi Addi. Sfruttando il successo Bastico spinse ulteriormente in avanti i suoi uomini portandosi con la 1ª Divisione eritrea nella valle del Tonquà, da dove si potevano già puntare le artiglierie su Abbi Addi e la 1ª Divisione CC.NN. "23 marzo" verso l'Amba Tzellerè che venne occupata in nottata.
Nello stesso giorno le truppe di Pirzio Biroli guadarono il Beles e in località Daran, dove solo un mese prima avvenne  l'accerchiamento della colonna Diamanti nella battaglia di passo Uarieu, ingaggiarono battaglia con il nemico, questa volta però il rapporto di forze era ben diverso e le truppe abissine vennero sbaragliate e costrette a ritirarsi dalla Debra Amba, ciò consenti la chiusura della manovra a tenaglia prevista da Badoglio a 3 km da Abbi Addì che venne occupato il giorno 29 annientando le residue difese.
Nel frattempo nel truppe di ras Cassa erano in fuga e cercavano di ritirarsi verso il Ghevà e il Tecazzè cercando di filtrare attraverso lo schieramento italiano.

## Conclusioni
Nei giorni seguenti alla battaglia l'aviazione italiana decimò le truppe abissine in fuga, mentre il grosso delle truppe, accerchiato, venne annientato nei giorni seguenti in un'immensa battuta di caccia.
Alla manovra di accerchiamento sfuggirono miracolosamente i due ras Cassà e Sejum che riuscirono a guadare il Ghevà nella notte del 2 marzo, tuttavia essi non riuscirono a mantenere uniti i resti dell'armata in fuga e raggiunsero l'imperatore a Quoram solo il 19 marzo seguiti soltanto dalle loro guardie del corpo, Badoglio nel frattempo stava già programmando l'annientamento dell'ultima armata etiope superstite: quella di ras Immirù che era collocata nella regione semidesertica dello Scirè.